# Lucy Knoch
Pour les articles homonymes, voir Knoch.
Lucy Knoch est une actrice américaine née le 30 juin 1923 au Tennessee et morte le 22 juillet 1990 à San Bernardino (Californie).

## Filmographie partielle
- 1946 : À chacun son destin (To Each His Own) de Mitchell Leisen
- 1946 : Le Dahlia bleu (The Blue Dahlia) de George Marshall
- 1946 : La Mélodie du bonheur (Blue Skies) de Stuart Heisler
- 1948 : La Grande Horloge (The Big Clock) de John Farrow
- 1952 : Les Ensorcelés (The Bad and the Beautiful) de Vincente Minnelli
- 1954 : La Tour des ambitieux (Executive Suite) de Robert Wise
- 1957 : Le Pantin brisé (The Joker Is Wild) de Charles Vidor